# Svinø Kirke
Svinø Kirke er en kirke for på halvøen Svinø syd for Dybsø Fjord, Sydsjælland. Den er opført i år 1900. Kirken er bygget i røde mursten med kor, kirkeskib, samt et lavt klokketårn. Opførelsen skete på foranledning af kvinderne på Svinø. Og på trods af et befolkningsgrundlag på 250 personer, fik disse indsamlet ca. halvdelen af byggeomkostningerne.
Op gennem 1990'erne modtog kirken et orgel, samt et kirkeskib.

## Svinø Mindelund
Sammen med kirken var der tilknyttet en mindre kirkegård, som også blev anvendt under 2. verdenskrig. Denne blev i 1942 udpeget som centralkirkegård for området syd for for Hovedvej A1, hvilket gav anledning til at udvide i nordlig retning. Imidlertid blev denne kapacitet efterhånden også opbrugt.
I 1944 foretog man igen en udvidelse. Her begravede man dels de faldne piloter for tiden frem til krigens ophør. Derudover besluttede man sig for at flytte de allerede begravede til det nye område. Efter at have fået status som centralkirkegård, blev der stedt 108 allierede piloter til hvile – 62 britiske (Commonwealth) og 46 amerikanske. Amerikanske myndigheder kom dog i 1948 og 49, og de gravede deres egne soldater op og transporterede dem til US Military Cemetry Neuville en Condroz, hvor USA's militær selv forestod en begravelse efterfølgende.
Mindelunden blev således indviet i 1950 som en ren britisk gravplads, der fortsat er under opsyn af Commonwealth War Graves Commission.
Der bliver holdt mindehøjtidelighed hvert år den 4. maj om aftenen med gudstjeneste, taler ved mindesmærket og kransenedlæggelse. Foreningen Folk og Forsvar står for arrangementet og Flyvevåbnet bidrager med overflyvning af skolefly, oprindeligt fra Flyvestation Avnø, men da flyveskolen flyttede til Flyvestation Karup, flyver de nu derfra.